# Дюрр, Йоханнес
Йоханнес Дюрр (нем. Johannes Dürr; род. 12 марта 1987, Мельк) — австрийский лыжник, участник Олимпийских игр в Сочи, призёр общего зачёта Тур де Ски.
В Кубке мира Дюрр дебютировал 4 февраля 2011 года, в январе 2014 года единственный раз попал в тройку лучших на этапах Кубка мира, заняв третье место по итогам Тур де Ски. Кроме этого имеет на своём счету 2 попадания в десятку лучших на этапах Кубка мира, оба в дистанционных личных гонках. Лучшим достижением Дюрра в общем итоговом зачёте Кубка мира является 45-е место в сезоне 2012/13.
На Олимпийских играх 2014 года в Сочи занял 8-е место в скиатлоне 15+15 км. В ходе Олимпиады, в допинг-пробе Дюрра был обнаружен эритропоэтин, и он был отстранен от дальнейшего участия в Олимпийских играх. 9 апреля 2014 года МОК подтвердил дисквалификацию спортсмена с Игр в Сочи.
За свою карьеру принимал участие в двух чемпионатах мира, лучший результат 15-е место в скиатлоне 15+15 км на чемпионате мира 2013 года.
Использовал лыжи производства фирмы Fischer.
В сентябре 2019 года пожизненно дисквалифицирован за нарушение антидопинговых правил.